# Список глав Гвинеи-Бисау
Список глав Гвинеи-Бисау включает лиц, являвшихся главой государства в Республике Гвинея-Бисау (порт. República da Guiné-Bissau). До 13 марта 1977 года страна называлась Государство Гвинея-Бисау (порт. Estado da Guiné-Bissau).
В настоящее главой государства является Президент Республики Гвинея-Бисау (порт. Presidente da República da Guiné-Bissau).
Применённая в первом столбце таблиц нумерация является условной. Также условным является использование в первых столбцах цветовой заливки, служащей для упрощения восприятия принадлежности лиц к различным политическим силам без необходимости обращения к столбцу, отражающему партийную принадлежность. Также отражён различный характер полномочий главы государства (например, единый срок нахождения во главе государства Жуана Бернарду Виейры в 1984—1999 годах разделён на периоды, когда он являлся главой Государственного совета и период, когда он осуществлял полномочия президента). В столбце «Выборы» отражены состоявшиеся выборные процедуры или иные основания, по которым лицо стало главой государства. Наряду с партийной принадлежностью, в столбце «Партия» также отражён внепартийный (независимый) статус персоналий, а также их принадлежность к вооружённым силам, когда те играли самостоятельную политическую роль.

## Исторический обзор
С начала 1960-х годов в Португальской Гвинее, как и в двух других крупных португальских заморских провинциях в Африке (Анголе и Мозамбике) развернулась повстанческая война против Португалии под руководством марксистской Африканской партии независимости Гвинеи и Кабо-Верде (ПАИГК), идеологически близкой МПЛА и ФРЕЛИМО. Военные действия, начатые в январе 1963 года, протекали в целом с преимуществом повстанцев, что не изменило и убийство 20 января 1973 года генерального секретаря ПАИГК Амилкара Кабрала. 24 сентября 1973 года в окрестностях Мадина-ду-Боэ на съезде ПАИГК (к тому времени контролировавшей до 70 процентов территории заморской провинции), было провозглашено создание независимого Государства Гвинея-Бисау (порт. Estado da Guiné-Bissau, приняты его конституционные положения («конституция Боэ», порт. Constituição do Boé) и избраны руководители: президентом Государственного совета (главой государства, порт. Presidente do Conselho de Estado) стал брат Амилкара Кабрала Луиш Кабрал. После произошедшей в Португалии в апреле 1974 года революции новое правительство метрополии 10 сентября 1974 года признало независимость страны. В декабре 1976 года — январе 1977 года были проведены непрямые выборы в Национальное народное собрание, на первой сессии которого 13 марта 1977 года была провозглашена Республика Гвинея-Бисау (порт. República da Guiné-Bissau).
10 ноября 1980 года Национальная ассамблея приняла новую конституцию, которая не вступила в силу, поскольку 14 ноября 1980 года глава правительства Жуан Бернарду Виейра арестовал главу Госсовета Луиша Кабрала, распустил парламент и стал президентом Революционного совета (порт. Presidente do Conselho da Revolução), объединившим властные полномочия. Из государственного и партийного аппарата были выведены и другие выходцы из Кабо-Верде, в основном мулаты, вынужденные покинуть Гвинею-Бисау, что сделало проект объединения двух государств неактуальным. 10 мая 1982 Виейра назначил премьер-министром (порт. Primeiro-ministro) Виктора Сауде Марию, однако возникшие между ними разногласия заставили 10 марта 1984 года Сауде Марию укрыться в португальском посольстве и эмигрировать, а Виейру — упразднить отдельный пост главы правительства.
9 мая 1991 года был принят конституционный закон о политическом плюрализме, допускающем многопартийность. 3 июля 1994 года состоялись первые демократические выборы, сохранившие за ПАИГК парламентское большинство. После победы Виейры в состоявшемся 7 августа втором туре президентских выборов 29 сентября 1994 года был учреждён пост президента республики (порт. Presidente da República).
6 июня 1998 года Виейра отправил начальника генерального штаба бригадного генерала Ансумане Мане в отставку, обвинив его в подготовке военного переворота, однако Мане был поддержан вооружёнными силами, что привело к гражданской войне, продлившейся до мая 1999 года, в которой на стороне правительства принимали участие войска соседних Гвинеи и Сенегала. 7 мая 1999 года президент Вийера бежал. Мане в качестве верховного командующего военной хунты взял власть в стране в свои руки, 14 мая 1999 года он передал гражданскую власть спикеру Национальной народной ассамблеи Маламу Бакаи Санье, который, в свою очередь, 17 февраля 2000 года передал полномочия лидеру оппозиционной Партии социального возрождения Кумбе Яле. 14 сентября 2003 года президент Яла был отстранён от власти в ходе бескровного военного переворота, организованного начальником генерального штаба генералом Вериссимо Сеаброй, возглавившим Военный комитет по восстановлению конституционного и демократического порядка (порт. Comitê militar para restaurar a ordem constitucional e democrática). Столкнувшись, несмотря на общенациональную поддержку, с международным осуждением он 28 сентября 2003 года передал власть гражданскому лицу — бизнесмену Энрике Розе. В 2005 году президентом вновь стал Виейра. Когда 1 марта 2009 года произошедшим взрывом в армейском офисе был убит начальник генерального штаба его сторонники возложили ответственность на президента; на следующий день солдаты атаковали президентский дворец, застрелив Виейру во время штурма.
Вслед за этими событиями на выборах нового президента победил кандидат ПАИГК Малам Бакай Санья; после его кончины 9 января 2012 года борьба за власть привела к новому кризису: между первым и вторыми турами президентских выборов 12 апреля 2012 года произошел военный переворот, основные политические деятели были арестованы. Созданный Совет военного командования под руководством генерал-майора Мамаду Туре Курума под международным давлением формально восстановил конституционный порядок путём подписания соглашения, по которому президентом переходного периода стал занявший в первом туре выборов третье место Мануэль Серифу Ньямаджу. На выборах 18 мая 2014 года победил Жозе Мариу Ваш. Он отказался покинуть пост после истечения конституционного срока, вследствие чего Национальное народное собрание 27 июня 2019 года заявило о переходе президентских полномочий к главе парламента Сиприану Кассаме, однако через два дня по требованию ЭКОВАС восстановило полномочия Ваша.
В конце февраля 2020 года в стране произошёл политический кризис, когда в течение суток были приведены к присяге два президента республики, назначен премьер-министр и заменён вице-президент Национальной народной ассамблеи, а представители армии установили контроль над многими государственными институтами, включая дом правительства, здание парламента, министерства и городскую ратушу Бисау. 1 марта провозглашенный за два дня до того временным президентом спикер парламента Сиприану Кассама заявил об отставке ввиду угроз личной безопасности, после чего Национальная народная ассамблея подтвердила полномочия Умаро Сиссоко Эмбало в качестве президента и назначенного им Нуно Гомеша Набиама в качестве премьер-министра.

## Список глав Гвинеи-Бисау
Курсивом на сером фоне показаны даты начала и окончания полномочий лица, оппозиционного действующему главе государства.
|            | Портрет          | Имя (годы жизни)                                                                  | Полномочия       | Полномочия       | Партия                                               | Выборы                                             | Должность | Пр.           |
| Начало     | Портрет          | Имя (годы жизни)                                                                  | Окончание        |                  | Партия                                               | Выборы                                             | Должность | Пр.           |
| ---------- | ---------------- | --------------------------------------------------------------------------------- | ---------------- | ---------------- | ---------------------------------------------------- | -------------------------------------------------- | --- | ------------- |
| 1          |                  | Луиш Северину ди Алмейда Кабрал (1931—2009) порт. Luís Severino de Almeida Cabral | 24 сентября 1973 | 14 ноября 1980   | Африканская партия независимости Гвинеи и Кабо-Верде | [ комм. 2 ]                                        | президент Государственного совета порт. Presidente do Conselho de Estado | [ 25 ] [ 26 ] |
| 2 (I)      |                  | Жуан Бернарду Виейра (1939—2009) порт. João Bernardo Vieira                       | 14 ноября 1980   | 14 мая 1984      | Африканская партия независимости Гвинеи и Кабо-Верде | [ комм. 3 ]                                        | президент Революционного совета порт. Presidente do Conselho da Revolução | [ 20 ] [ 27 ] |
| и. о.      |                  | Кармен Перейра (1937—2016) порт. Carmen Pereira                                   | 14 мая 1984      | 16 мая 1984      | Африканская партия независимости Гвинеи и Кабо-Верде | [ комм. 4 ]                                        | президент Национальной народной ассамблеи порт. Presidente da Assembleia Nacional Popular                                                                                        | [ 28 ] [ 29 ] |
| 2 (II—III) |                  | Жуан Бернарду Виейра (1939—2009) порт. João Bernardo Vieira                       | 16 мая 1984      | 29 сентября 1994 | Африканская партия независимости Гвинеи и Кабо-Верде | [ комм. 5 ]                                        | президент Государственного совета порт. Presidente do Conselho de Estado | [ 20 ] [ 27 ] |
| 2 (II—III) | 29 сентября 1994 | Жуан Бернарду Виейра (1939—2009) порт. João Bernardo Vieira                       | 7 мая 1999       | 1994             | Африканская партия независимости Гвинеи и Кабо-Верде | президент республики порт. Presidente da República | | [ 20 ] [ 27 ] |
| 3          |                  | бригадный генерал Ансумане Мане (1940—2000) порт. Ansumane Mané                   | 7 мая 1999       | 14 мая 1999      | военный                                              | [ комм. 7 ]                                        | верховный командующий военной хунты порт. Comandante supremo da Junta militar | [ 30 ] [ 31 ] |
| 4 (I)      |                  | Малам Бакай Санья (1947—2012) порт. Malam Bacai Sanhá                             | 14 мая 1999      | 17 февраля 2000  | Африканская партия независимости Гвинеи и Кабо-Верде | [ комм. 8 ]                                        | временный президент республики порт. Presidente da República interino | [ 32 ] [ 33 ] |
| 5          |                  | Кумба Яла (1953—2014) порт. Kumba Ialá                                            | 17 февраля 2000  | 14 сентября 2003 | Партия социального возрождения                       | 1999—2000                                          | президент республики порт. Presidente da República | [ 34 ] [ 35 ] |
| 6          |                  | генерал Вериссиму Коррея Сеабра (1947—2004) порт. Veríssimo Correia Seabra        | 14 сентября 2003 | 28 сентября 2003 | военный                                              | [ комм. 11 ]                                       | президент Военного комитета по восстановлению конституционного и демократического порядка порт. Presidente do Comitê militar para restaurar a ordem constitucional e democrática | [ 36 ] [ 37 ] |
| 7          |                  | Энрике Перейра Роза (1946—2013) порт. Henrique Pereira Rosa                       | 28 сентября 2003 | 1 октября 2005   | независимый                                          | [ комм. 12 ]                                       | временный президент республики порт. Presidente da República interino | [ 38 ] [ 39 ] |
| 2 (IV)     |                  | Жуан Бернарду Виейра (1939—2009) порт. João Bernardo Vieira                       | 1 октября 2005   | 2 марта 2009     | Африканская партия независимости Гвинеи и Кабо-Верде | 2005                                               | президент республики порт. Presidente da República | [ 20 ] [ 27 ] |
| 8 (I)      |                  | Раймунду Перейра (1956—) порт. Raimundo Pereira                                   | 3 марта 2009     | 8 сентября 2009  | Африканская партия независимости Гвинеи и Кабо-Верде | [ комм. 8 ]                                        | временный президент республики порт. Presidente da República interino | [ 40 ] [ 41 ] |
| 4 (II)     |                  | Малам Бакай Санья (1947—2012) порт. Malam Bacai Sanhá                             | 8 сентября 2009  | 9 января 2012    | Африканская партия независимости Гвинеи и Кабо-Верде | 2009                                               | президент республики порт. Presidente da República | [ 32 ] [ 33 ] |
| 8 (II)     |                  | Раймунду Перейра (1956—) порт. Raimundo Pereira                                   | 9 января 2012    | 12 апреля 2012   | Африканская партия независимости Гвинеи и Кабо-Верде | [ комм. 8 ]                                        | временный президент республики порт. Presidente da República interino | [ 41 ] [ 42 ] |
| 9          |                  | генерал-майор Мамаду Туре Курума (1947—) порт. Mamadu Ture Kuruma                 | 12 апреля 2012   | 10 мая 2012      | военный                                              | [ комм. 16 ]                                       | лидер военного командования порт. líder do Comando militar | [ 43 ] [ 44 ] |
| 10         |                  | Мануэл Серифу Ньямаджу (1958—2020) порт. Manuel Serifo Nhamadjo                   | 10 мая 2012      | 23 июня 2014     | независимый                                          | [ комм. 19 ]                                       | президент республики переходного периода порт. Presidente da República de Transição                                                                                              | [ 45 ] [ 46 ] |
| 11         |                  | Жозе Мариу Ваш (1957—) порт. Jose Mario Vaz                                       | 23 июня 2014     | 27 февраля 2020  | Африканская партия независимости Гвинеи и Кабо-Верде | 2014                                               | президент республики порт. Presidente da República | [ 22 ] [ 47 ] |
| —          |                  | Сиприану Кассама (1959—) порт. Cipriano Cassamá                                   | 27 июня 2019     | 29 июня 2019     | Африканская партия независимости Гвинеи и Кабо-Верде | [ комм. 20 ]                                       | временный президент республики порт. Presidente da República interino | [ 48 ] [ 49 ] |
| 12         |                  | Умаро Моктар Сисоку Эмбало (1972—) порт. Umaro Mokhtar Sissoco Embaló             | 27 февраля 2020  | действующий      | Африканская партия независимости Гвинеи и Кабо-Верде | 2019                                               | президент республики порт. Presidente da República | [ 50 ] [ 51 ] |